# Los vampiros de la mente
Los vampiros de la mente (Carrion Comfort) es una novela publicada en 1989 por Dan Simmons. Cuenta con edición española en la colección VIB. Ediciones B. El vampirismo aparece reflejado como una cualidad psíquica, que permite a ciertos individuos dotados con ella imponer su voluntad a los demás y manejarlos como si fueran marionetas o manipular sus recuerdos.

## Sinopsis
Una vez al año, tres ancianos se reúnen para comentar sus andanzas, pero no son personas normales, ya que son capaces de obligar con sus poderes mentales a que la gente cometa las más abyectas atrocidades contra su voluntad, y lo que comentan en esas reuniones son los frutos de su maldad. Pero una de sus antiguas víctimas que quedó con vida ha descubierto su auténtica naturaleza, y está dispuesto a emprender una cruzada contra estos «vampiros de la mente».

## Premios
- Bram Stoker Award (1989)
- British Fantasy Award (1990)
- Premio Locus (Terror 1989)

| Predecesor                                   | Premios de Los vampiros de la mente             | Sucesor                                 |
| -------------------------------------------- | ----------------------------------------------- | --------------------------------------- |
| El silencio de los corderos de Thomas Harris | Premio Bram Stoker a la mejor novela (1989)     | Mary Terror de Robert McCammon          |
| Cazadores nocturnos de Barbara Hambly        | Premio Locus a la mejor novela de terror (1990) | La hora de las brujas de Anne Rice      |
| Influencia de Ramsey Campbell                | Premio August Derleth (1990)                    | El sol de medianoche de Ramsey Campbell |

- Datos: Q3205133